# کارلیتو (کشتی‌گیر)
کارلیتو (انگلیسی: Carlito؛ زادهٔ ۲۱ فوریهٔ ۱۹۷۹) کشتی‌گیر کشتی حرفه‌ای اهل پورتوریکو است.